# Dia Internacional do Tigre
O Dia Global do Tigre, comumente chamado de Dia Internacional do Tigre, é uma celebração anual que tem como objetivo o aumento da conscientização sobre a preservação do tigre, ocorrendo anualmente no dia 29 de julho. Foi criada em 2010 durante a Cúpula Global do Tigre, sediada em São Petersburgo, na Rússia. O objetivo da data é promover um sistema internacional de proteção dos habitats naturais dos tigres e aumentar a conscientização e apoio públicos acerca dos problemas de preservação do animal. O Dia Internacional do Tigre demonstrou ser eficaz no aumento da conscientização on-line sobre os tigres por meio da busca de informações.

## Ano a ano

### 2017
A sétima celebração do Dia Internacional do Tigre ocorreu de várias maneiras em todo o mundo. Eventos locais foram organizados em Bangladesh, Nepal e Índia, bem como em países fora da área onde os tigres são encontrados, como Inglaterra e Estados Unidos. Algumas celebridades também participaram removendo as fotos de perfil de suas redes sociais. O Fundo Mundial para a Natureza (WWF) continuou a promoção da campanha "Tigres em Dobro" através do investimento em guardas florestais. Várias empresas fizeram parceria com o WWF para ajudar a aumentar a conscientização.

### 2018
Mais conscientização no mundo todo sobre as populações de tigres e os desafios para seus conservacionistas. A Índia faz a contagem do número de tigres selvagens a cada quatro anos e apontou um aumento promissor de 1411, em 2006, para 2226, em 2014. A tendência para o aumento da população de tigres na Índia pode ser observada a seguir:
1. No ano de 2006 — 1411
2. No ano de 2010 — 1706
3. No ano de 2014 — 2226
4. No ano de 2019 — 2967
5. No ano de 2023 — 3167[16]

Em abril de 2023, o Primeiro-ministro expressou sua felicidade pelo fato de a Índia abrigar 75% da população mundial de tigres no 75º ano da independência indiana. Também é uma coincidência, continuou o Primeiro-ministro, que as reservas de tigres na Índia cubram 75.000 quilômetros quadrados de terra e, nos últimos dez a doze anos, a população de tigres no país tenha aumentado 75%.

### 2019
No dia 29 de Julho, o Primeiro-ministro da Índia, Narendra Modi, anunciou que o número de tigres indianos aumentou para 3.000.

### 2022
Por ocasião do Dia Internacional do Tigre de 2022, os cantores sul-coreanos Hoshi e Tiger JK lançaram no dia 29 de julho um single chamado "Tiger".